# Venus von Lloret

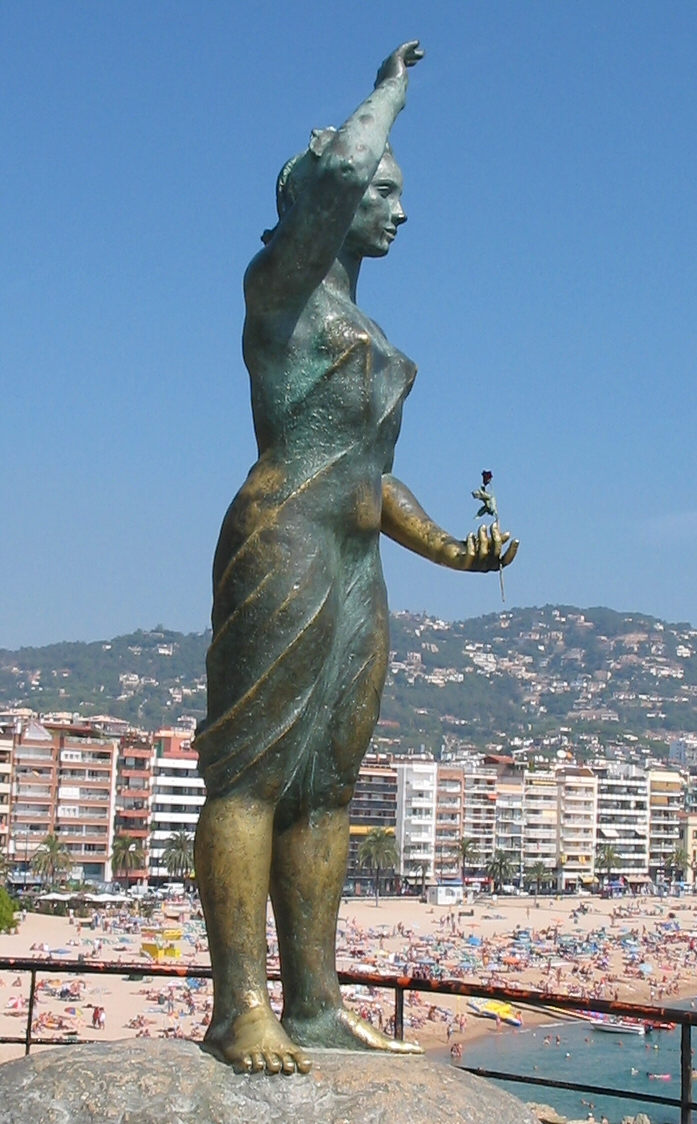
Dona marinera

Die Venus von Lloret (auch Dona marinera) ist eine Statue in der Gemeinde Lloret de Mar, Katalonien (Spanien), die als Teil des architektonischen Erbes Kataloniens unter Denkmalschutz steht. Im Englischen ist sie auch als „Fisherman's Wife“ (Frau des Fischers) bekannt.

## Geschichte
Die Dona marinera, das Werk des Künstlers Ernest Maragall i Noble (1903–1991), entstand auf Anregung des lloretischen Gelehrten Esteve Fàbregas i Barri zum Gedenken an die Opfer und Mühen der Seefahrerfamilien und wurde 1966 enthüllt. Sie ist eine Hommage an die Frauen der Seefahrerzeit, die oftmals in Zeiten Haus und die Familie führten, als viele Männer auf der anderen Seite des Atlantik ihr Glück suchten.